# A.Alex
A.Alex 、A.アレックス、Alexi White（あれっくす）は、ロシアウラジオストック出身の男性シンガーソングライター、タレント、通訳者、翻訳者である。
現在（2018年）ではフリーランスとして活動している。東京在住。ロシア語から発生した「サーシャ」という愛称がある。

## 概要
ソビエト連邦崩壊後、幼少期を日本とロシアの両国で過ごしており両国の義務教育を終える。大学は中退。大学の副校長である父親の教育の影響で文学と言語学の知識に長けておりそれらを交えて様々なシーンで活躍している。
2012年に、北海道函館市から上京し音楽学校で声帯学と音楽理論を学ぶ。
2015年に、楽曲提供の傍らフジテレビのテレビドラマ「5時から9時まで」でレギュラー講師役に抜擢される。原作は相原実貴で2010年3月号より連載化されている。ドラマ放送時は無名ながら6話では演技をかわれ女優の石原さとみや田中圭とのやりとりが見られる。これが初のメディア露出と語っているが、WebCMや北海道のラジオなどに出演している。そのほか、東宝映画に度々出演しており映画「おくりびと」などのアカデミー賞受賞している滝田洋二郎監督の「ラストレシピ〜麒麟の舌の記憶〜」で出演し言語の監修をしている。
これまで、日露通訳、翻訳でテレビ報道や日本大手会社とのマネージメントビジネスに貢献しており、近年は日露関連の翻訳や通訳をしている。

## 音楽
2017年まで目立った活動はなく、自身のプロジェクト変異種を作動させるまでは出身校のあった講師であった藤岡幹大、大我本吉らにギター教わっていたとされている。
声質は低音域に定着しており太いシャウトやミックスヴォイスを得意としていたが、自身のプロジェクトではそれらを聞くことはない。セッションや関連アーティストのライブではアクセル・ローズを彷彿させるハイトーンを聞かせる。
音楽学校時代はフランク・ザッパやキング・クリムゾンが好きでギターを弾いていた。
2018年に、変異種名義で「They Dance」「日本ポルノ」の曲配信している。

## 変異種
2018年より「変異種」として不定期でライブ活動をしている。
本プロジェクトはファンク、ジャズ、オルタナティブ、ロック、J-POPにロシア語、英語、日本語を使った歌詞をのせ構成されている。